# سیارک ۲۲۵۸۲
سیارک ۲۲۵۸۲ (به انگلیسی: 22582 Patmiller، نامگذاری:1998HD82) بیست و دو هزار و پانصد و هشتاد و دومین سیارک کشف شده‌است که در ۲۱ آوریل ۱۹۹۸ کشف شد.
قدر مطلق سیارک برابر ۹.۸ است.